# Udo Maria Nix
Udo Herbert Nix, auch Udo Maria Nix, O.P. (* 3. Oktober 1927 in Aachen; † 23. März 2000 in Lendersdorf) war ein deutscher Dominikanerpater, Philologe und Pädagoge.

## Leben
Ab 1939 besuchte Nix das Gymnasium in Monschau/Eifel; er musste den Schulbesuch 1944 wegen des Militärdienstes als Luftwaffenhelfer unterbrechen. Im Mai 1950 erfolgte sein Eintritt in das Noviziat des Dominikanerordens; auf das Noviziat in Warburg folgte 1951–1958 das Studium in Walberberg und 1958–1961 die Promotion (Sprachwissenschaft, Philosophie, Rhetorik, Phonetik und Pastoraltheologie) an der Bonner philosophischen Fakultät. Die Priesterweihe erfolgte am 25. Juli 1956. 1960 gab er eine Festschrift über Meister Eckhart heraus und machte sein Examen als Sprecherzieher.
Er promovierte 1961 bei Leo Weisgerber mit einer Dissertation über Eckhart und erhielt die Benotung magna cum laude. Die Arbeit wurde 1963 mit dem Titel Der mystische Wortschatz Meister Eckharts im Lichte der energetischen Sprachbetrachtung gedruckt. Nix unterrichtete unter anderem an der Katholischen Hochschule Paderborn.

## Plagiatsvorwürfe
Nach ihrer Veröffentlichung wurde Nix’ Dissertation in Rezensionen von Kurt Ruh und Josef Quint als Plagiat kritisiert. Eine Aberkennung des Doktortitels gelang nicht, woraufhin 19 Bonner Professoren die „vorsätzliche Täuschung“ in der Arbeit anprangerten; allerdings behielt Nix bis zum Lebensende seinen Doktortitel. Er veröffentlichte mehrere Texte über den Dominikanerorden und über den besten Weg zum Studienerfolg.

## Publikationen (Auswahl)
- Der mystische Wortschatz Meister Eckharts im Lichte der energetischen Sprachbetrachtung (Düsseldorf 1963).
- Studieren – aber gekonnt! In 10 Schritten zum erfolgreichen Examen. Wie man seinen Prüfungserfolg organisiert, lange im voraus und kurz davor. Ratschläge für effizientes geistiges Arbeiten (München 1987, vielfach neu aufgelegt).
- Überzeugend und lebendig reden: So steigern Sie Ihre persönliche Ausstrahlungskraft (Landsberg am Lech 1985).
- Richtig reden. Rhetorisches Intensivtraining (Berlin 1998).